# Булино (Могилёвская область)
Булино (бел. Буліна) — деревня в Мстиславском районе Могилёвской области Белоруссии. Входит в состав Подсолтовского сельсовета.

## География
Деревня находится в северо-восточной части Могилёвской области, в пределах Оршанско-Могилёвской равнины, к югу от реки Мертвы, вблизи государственной границы с Российской Федерацией, на расстоянии примерно 20 километров (по прямой) к северо-западу от Мстиславля, административного центра района. Абсолютная высота — 212 метров над уровнем моря.

## История
В конце XVIII века деревня входила в состав Мстиславского воеводства Великого княжества Литовского.
Согласно «Списку населенных мест Могилёвской губернии» 1910 года издания населённый пункт входил в состав Крутовского сельского общества Шамовской волости Мстиславского уезда Могилёвской губернии. Имелось 43 двора и проживало 287 человек (147 мужчин и 140 женщин).

## Население
По данным переписи 2009 года, в деревне проживало 28 человек.